# Granotoma albrechti
Granotoma albrechti is een slakkensoort uit de familie van de Mangeliidae. De wetenschappelijke naam van de soort is voor het eerst geldig gepubliceerd in 1886 door Krause.